# Joseph Pearson (Politiker)
Joseph Pearson (* 1776 im Rowan County, North Carolina; † 27. Oktober 1834 in Salisbury, North Carolina) war ein US-amerikanischer Politiker. Zwischen 1809 und 1815 vertrat er den Bundesstaat North Carolina im US-Repräsentantenhaus.

## Werdegang
Joseph Pearson besuchte zunächst vorbereitende Schulen. Nach einem anschließenden Jurastudium und seiner Zulassung als Rechtsanwalt begann er in Salisbury in diesem Beruf zu arbeiten. Gleichzeitig schlug er als Mitglied der Föderalistischen Partei eine politische Laufbahn ein. In den Jahren 1804 und 1805 war er Abgeordneter im Repräsentantenhaus von North Carolina.
Bei den Kongresswahlen des Jahres 1808 wurde er im zehnten Wahlbezirk von North Carolina in das US-Repräsentantenhaus in Washington, D.C. gewählt, wo er am 4. März 1809 die Nachfolge von Evan Shelby Alexander antrat. Nach zwei Wiederwahlen konnte er bis zum 3. März 1815 drei Legislaturperioden im Kongress absolvieren. Diese waren von den Ereignissen des Britisch-Amerikanischen Krieges geprägt. Im Jahr 1809 duellierte er sich mit John George Jackson (1777–1825), einem Kongressabgeordneten aus Virginia, der dabei an der Hüfte verwundet wurde.
Nach seinem Ausscheiden aus dem US-Repräsentantenhaus zog sich Joseph Pearson aus der Politik zurück. Er starb am 27. Oktober 1834 in Salisbury.